# Plectosphaera memecyli
Plectosphaera memecyli är en svampart som först beskrevs av Petch, och fick sitt nu gällande namn av Arx & E. Müll. 1954. Plectosphaera memecyli ingår i släktet Plectosphaera och familjen Phyllachoraceae.   Inga underarter finns listade i Catalogue of Life.